# أساسنز كريد: بلودلاينز
 أساسنز كريد: بلودلاينز (بالإنجليزية:Assassin's Creed: Bloodlines) هي لعبة من نوع أكشن-مغامرات صدرت في عام 2009 لـ بلاي ستيشن بورتبل وهي من تطوير شركتي يوبي سوفت مونتريال وجريبتونيت جيمز ونشر شركة يوبي سوفت.

## موجز
تبدأ اللعبة بعد أحداث أساسنز كريد بهجوم يقوده «الطائر» على ميناء قلعة «فرسان الهيكل» في مدينة عكا بعد أن علم بخطة بقية فرسان الهيكل بالهرب إلى قبرص.

## معرض الصور

صورة من اللعبة اثناء الإشتباك

## روابط خارجية
- أساسنز كريد: بلودلاينز على موقع IMDb (الإنجليزية)